# 브리앙 바예예
브리앙 제프트 바예예(프랑스어: Brian Jephte Bayeye, 2000년 6월 30일 ~ )는 토리노에서 임대되어 세르비아 클럽 라드니치키 니시에서 라이트백 또는 라이트 윙백으로 뛰고 있는 콩고 민주 공화국의 축구 선수이다. 프랑스에서 태어난 그는 콩고 민주 공화국 국가대표팀에서 뛰고 있다.

## 구단 경력
바예예는 프랑스 5부 리그 팀인 트루아 B에서 선수 생활을 시작했다. 2019년, 그는 이탈리아 3부 리그의 카탄차로와 계약했다. 2022년, 바예예는 이탈리아 세리에 A 클럽 토리노와 계약했다. 2022년 8월 6일, 그는 3-0으로 이긴 팔레르모와의 컵 경기에서 토리노 소속으로 데뷔했다.
2023년 8월 31일, 바예예는 옵션으로 아스콜리에 임대되었다.
2025년 2월 7일, 바예예는 세르비아의 라드니치키 니시로 임대되었다.

## 국가대표팀 경력
바예예는 프랑스 파리에서 콩고 민주 공화국 가정에서 태어났다. 2023년 10월 2일, 그는 일련의 친선 경기를 위해 콩고 민주 공화국 국가대표팀에 소집되었다.
2023년 12월 27일, 그는 세바스티앵 드사브르가 선정한 24명의 콩고 민주 공화국 선수 명단에서 2023년 아프리카 네이션스컵에 출전할 선수로 선정되었다.